# Памятники Таганрога
| Название                                        | Год установки     | Местоположение                                                                                                   | Фото            | Краткие сведения |
| Памятник Петру І                                | 1903              | Исторический бульвар                                                                                             |                 | Бронзовая скульптура российского императора Петра І. Скульптор — Марк Антокольский. |
| Памятник императору Александру І                | 1998, 11 сентября | Банковская площадь                                                                                               |                 | Памятник российскому императору Александру I. Копия памятника работы И. П. Мартоса, уничтоженного в 1920-х годах. |
| Памятник Антону Чехову                          | 1960, 29 января   | Красная площадь.                                                                                                 |                 | Бронзовая скульптура на гранитном постаменте. Высота фигуры 3 м, пьедестала — 3 м 15 см. Скульптор — И. М. Рукавишников, архитектор — Г. А. Захаров. |
| «Клятва юности»                                 | 1973, 28 августа  | Пер. Спартаковский                                                                                               |                 | Памятник героям таганрогского подполья. Авторы памятника — скульпторы В. П. и В. М. Грачёвы и архитектор Е. В. Пантелеймонов. |
| Памятник Фаине Раневской                        | 2008, 16 мая      | Ул. Фрунзе, 10                                                                                                   |                 | Бронзовая скульптура Фаины Раневской. Высота — 215 см. Скульптор — Давид Бегалов. |
| Памятник Королёву и Гагарину                    | 1979              | Ул. Чехова, 22                                                                                                   |                 | Бронзовая скульптура Юрия Гагарина и Сергея Королёва работы скульптора Олега Комова. Архитекторы Жмакин А.А., Рябоштанов С.Ю. |
| Памятник Пушкину                                | 1986, 6 июня      | Пушкинская набережная                                                                                            |                 | Памятник Александру Сергеевичу Пушкину создали народный художник России Георгий Нерода и архитектор П. В. Бондаренко. Материал — бронза, пьедестал — бетон, облицованный чёрным гранитом. Поэт изображён в натуральный рост. |
| Памятник Ленину                                 | 1970, 6 ноября    | Октябрьская площадь                                                                                              |                 | Памятник Владимиру Ленину. Скульптор — Н. В. Томский, архитектор — А. А. Заварзин. |
| Бюст Ленина                                     | 1978              | Ул. Петровская, 73, перед зданием Администрации                                                                  |                 | Скульптор — Б. А. Пленкин, архитектор — С. Церковников. |
| Памятник морякам Азовской военной флотилии      | 1975, май         | Возле площади Морского вокзала                                                                                   |                 | Морякам, участникам боёв за Таганрог в Великой Отечественной войне от благодарных таганрожцев. |
| Бюст Антона Глушко                              | 1977, 6 ноября    | Ул. Чехова на углу с пер. А. Глушко                                                                              |                 | Бюст Антона Глушко. Скульптор — E. Васильев, архитектор — Б. Черных. |
| Бюст Ивана Голубца                              | 1989, 9 сентября  | ул. Октябрьская                                                                                                  |                 | Бюст Героя Советского Союза Ивана Голубца. Скульптор — Н. А. Селиванов. |
| Памятник танкистам                              | 1988, 30 августа  | Въезд в Таганрог с Ростовского шоссе                                                                             |                 | Памятник в виде установленного на постамент танка ИС-3, посвящённый героическим подвигам танкистов — участников прорыва линии Миус-фронт и освобождения Таганрога в августе 1943 года. |
| Старые солнечные часы                           | 1833              | ул. Греческая, вверху Каменной лестницы                                                                          |                 | Установлены во время правления градоначальника барона Отто Романовича Франка, который верно служил Таганрогу с 1832 до 1844 год. |
| Новые солнечные часы                            | 2000, 31 декабря  | Перед центральным входом в парк Горького                                                                         |                 | Часы были подарены городу таганрогским предприятием «Лемакс». |
| Памятник «Паровоз»                              | 1976              | Площадь Восстания                                                                                                |                 | Паровоз Юп−4504 (такой литер до 1912 года несли паровозы серии Щ) с платформою в гражданскую войну врезался в вокзал с белогвардейцами и взорвался. Так как паровозы серии Щ не сохранились, в качестве памятника использован Эг с литером Юп (и с экипажем 0-5о-0 вместо 1-4о-0). |
| Монумент в честь 300-летия Таганрога            | 1998, 13 сентября | У подножья Каменной лестницы                                                                                     |                 | Три колонны, символизирующие три столетия города, должна была увенчать фигура чеховской чайки. Но, в итоге, вместо чайки в 2009 году было установлено скульптурное изображение ангела-хранителя, держащего на поднятых руках чашу изобилия. |
| Памятник Максиму Горькому                       | 1950-е            | Парк Горького |                 | Памятник Максиму Горькому. Скульптор Валентина Руссо. |
| Бюст Владимира Петлякова                        | 1985, 8 мая       | Ул. Чехова, 75, перед Таганрогским авиационным колледжем им. В. М. Петлякова                                     |                 | Бюст Владимира Михайловича Петлякова установлен в ознаменование его трудовых подвигов по созданию боевых самолётов в годы Великой Отечественной войны. Скульптор — И. М. Рукавишников, архитектор — И. Н. Воскресенская. |
| Бюст Виктора Литвинова                          | 1981, 15 мая      | Парк Горького |                 | Бюст дважды Героя Социалистического труда Виктора Литвинова. Скульптор — Е. Б. Преображенская, архитектор — Ю. Е. Гальперин. |
| Бюст Василия Маргелова                          | 2015, 25 апреля   | Угол Петровской улицы и ул. Дзержинского                                                                         |                 | Бюст Героя Советского Союза Василия Филипповича Маргелова. Скульптор — А. А. Аполлонов. Был изготовлен в рамках проекта «Аллея российской cлавы» и подарен городу его руководителем — М. Л. Сердюковым. |
| Памятный знак «Шлагбаум»                        | 1974, октябрь     | Угол Петровской улицы и ул. Дзержинского                                                                         |                 | Был построен в честь победы над Наполеоном и представлял из себя две четырёхгранных колонны. Открыт 27 сентября 1814 года. Долгое время он означал границу города, проходившую по этому месту до конца XIX века. Колонны продолжали стоять до 1967 года, после чего были разрушены под предлогом того, что они мешают транспорту. В 1974 году подобие шлагбаума было восстановлено, но не на старом месте, а со смещением в сторону Старого вокзала приблизительно на 30—40 метров. Восстановили только одну колонну, и установили её под углом 45 градусов в отношении прежней ориентации. |
| Памятник «Артемка»                              | 2010, 26 мая      | Ул. Чехова, 88, перед Домом-музеєм И. Д. Василенко                                                               |                 | Бронзовая скульптура литературного персонажа русского детского писателя Ивана Василенко — «Артемки». Скульптор — Давид Бегалов. |
| Памятник Джузеппе Гарибальди                    | 1961, 2 июня      | |                 | Памятник Джузеппе Гарибальди. Авторы: таганрогский художник Ю. С. Яковенко и архитектор М. В. Баранов. |
| Памятник советско-партийным работникам          | 1947              | Исторический бульвар                                                                                             |                 | Обелиск Героям, погибшим за свободу и независимость Родины 17 октября 1941 года. Их имена: Решетняк Лука Игнатьевич — первый секретарь ГК ВКП(б); Сердюченко Николай Яковлевич — второй секретар ГК ВКП(б); Рамазанов Михаил Ильич — зам. председателя горисполклма; Наталевич Владимир Леонтьевич — зав. Таганрогским горфинотделом. |
| Памятник «Звезда» / Вечный огонь                | 1975, 8 мая       | Парк им. Горького, Аллея Славы.                                                                                  |                 | Вечный огонь в память погибших в Великую Отечественную войну. Авторы памятника — скульпторы В. П. и В. М. Грачёвы. Композиция выполнена частично. |
| Бюст Анатолия Каляева                           | 2008, 28 ноября   | Ул. Чехова, 2, перед зданием НИИ многопроцессорных вычислительних систем                                         |                 | Бюст академика Анатолия Васильевича Каляева. Автор работы — Дмитрий Лындин. |
| Бюст Антона Чехова                              | 1935              | ул. Чехова, 69, во дворе Мемориального музея «Домик Чехова»                                                      |                 | Бюст Антона Чехова. Скульптор — Вера Морозова. Данный бюст является первым памятником А. П. Чехову в СССР. |
| Памятник А. П. Чехову «Вишнёвый сад»            | 2009, сентябрь    | Чеховская набережная, межу профилакторием «Тополь» и гостиницей «Приазовье»                                      |                 | Автор работы — Дмитрий Лындин. |
| Бюст Владимира Смирнова                         | 1980              | Угол Смирновского переулка и улицы Александровской                                                               |                 | Бюст рабочего-большевика В. С. Смирнова. Первый вариант памятника был открыт в 1958 году в честь 40-летия установления в городе Советской власти. Автор бюста — скульптор Валентина Руссо. В 1980 году бюст заменили на новый работы скульптора Б. Чаркина. |
| Бюст Анатолия Ломакина                          | 1989, 9 сентября  | Около школы № 8                                                                                                  |                 | Бюст Героя Советского Союза Анатолия Георгиевича Ломакина. В 2002 году в результате акта вандализма бюст был изуродован. Через два года памятник восстановили. Скульптор — Н. А. Селиванов. |
| Мемориал металлургам                            | 1984, 8 мая       | Угол улиц Заводской и Осипенко                                                                                   |                 | Монумент памяти металлургам, погибшим за Родину. Вечный огонь у мемориала был зажжён от двух факелов, доставленных от вечного огня на Самбекских высотах и от мартеновской печи № 2. |
| Самолёт Су-7б                                   | 1977              | на пересечении ул. Театральной и ул. Вишнёвой                                                                    |                 | Серийный истребитель-бомбардировщик Су-7б с бортовым номером 77. Надписи на постаменте: «Слава советской авиации!», «Самолёт — величайшее творение разума и рук человеческих», «…человек полетит, опираясь не на силу своих мускулов, а на силу своего разума». На этой машине летал Игорь Иванович Шавша, сбивший на Корейской войне 5 американских самолётов, и учивший летать многих летчиков и космонавтов. |
| Мемориал комбайностроителям                     | 1991, 6 ноября    | сквер по ул. Красногвардейской (район ул. Инструментальной)                                                      |                 | Мемориал комбайностроителям, погибшим в годы Великой Отечественной войны. Автор проекта — архитектор А. Я. Рудов. |
| Комбайн «Колос»                                 | 1982              | ул. Инструментальная                                                                                             |                 | Комбайн «Колос», водружённый на постамент — выпущен таганрогскими комбайностроителями с № 00001 в 1971 году. Возвращён на завод и установлен в качестве памятника после успешной десятилетней эксплуатации на полях страны. |
| Памятник жертвам радиационных катастроф         | 2005, 6 сентября  | ул. Дзержинского, 156-1                                                                                          |                 | Проект — архитектурно-планировочная мастерская «Арт-дизайн» (архитектор Б. Пополитов, дизайнер В. Елитенко). |
| Памятник Ф. Э. Дзержинскому                     | 1987, 5 ноября    | ул. Дзержинского, 191                                                                                            |                 | Скульптор — А. Д. Щербаков, архитектор — П. В. Бондаренко. |
| Памятный знак узникам фашистских лагерей        | 1999, 7 мая       | на Красной площади                                                                                               |                 | Авторы проекта — главный архитектор Таганрога В. Гейер и заведующий художественной мастерской В. Елитенко. |
| Памятник атаману Платову                        | 2003              | на площади перед главным корпусом Таганрогского государственного педагогического института, ул. Инициативная, 48 |                 | Скульптор А. Скнарин, архитектор И. Жуков, А.А. Жмакин |
| Защитникам Таганрога в Крымскую войну           | 2005              | У центрального входа в Церковь Николая Чудотворца, ул. Шевченко, 28.                                             |                 | Стела выполнена из красного гранита. Автор проекта — Анатолий Матюшин. |
| Скульптурная композиция «Дружба не ржавеет»     | 2010              | пер. Итальянский, 9                                                                                              |                 | Авт. название — «Грустный клоун». Скульптор — Акоп Халафян. Открыта в апреле 2010 года. |
| Девочка с книгами                               | 2009              | Греческая улица, 103. У входа в новое здание библиотеки им. Чехова                                               | Girl with books | Скульптурная композиция открыта в январе 2010 года. Автор работы — Дмитрий Лындин. |
| Скульптурная композиция «Меркурий»              | 2012              | У центрального входа в рынок «Радуга», ул. Фрунзе                                                                |                 | Создан в честь 20-летия торгового комплекса. Открыт в сентябре 2012 года. Автор работы — Дмитрий Лындин. |
| 3-й бастион Троицкой крепости                   | 2015              | Петровская ул., 15                                                                                               |                 | Открыт 15 мая 2015 года. |
| Монумент «Рабочий» («Слава труду»)              | 1982              | Северная площадь                                                                                                 |                 | Изготовлен из бронзы литейщиками завода «Красный Гидропресс». В 1982 году установлен в заводском сквере на Северной площади. |
| Памятный знак «Троицкая крепость на Таган-Роге» | 2022              | Исторический бульвар, на нижней смотровой площадке у памятника Петру I                                           |                 | Памятный знак представляет собой объёмный объект в виде усеченной пятигранной призмы с наклонной поверхностью, на которой обозначены очертания оборонительных укреплений Троицкой крепости петровского времени, вписанные в современную планировочную структуру Таганрога. |

## Чеховские персонажи
| Название              | Год установки     | Местоположение                                | Фото | Краткие сведения |
| «Египетская пирамида» | 2008, 1 сентября  | ул. Петровская (перед входом в Парк Горького) |      | Композиция создана по мотивам рассказа А. П. Чехова «Каштанка» и представляет собой эпизод чеховского рассказа — цирковой номер «Египетская пирамида». Скульптор — Дмитрий Лындин. |
| «Роман с контрабасом» | 2008, 12 сентября | Пушкинская набережная                         |      | Скульптурная композиция создана по мотивам рассказа А. П. Чехова «Роман с контрабасом». Скульптор — Дмитрий Лындин.                                                                |
| «Человек в футляре»   | 2010, 27 января   | ул. Октябрьская, 9, перед Чеховской гимназией |      | Памятник одному из известнейших чеховских персонажей — «Человеку в футляре». Скульптор — Давид Бегалов.                                                                            |
| «Толстый и тонкий»    | 2011, 13 мая      | Гоголевский пер., перед Лавкой Чехова         |      | Многофигурная скульптурная композиция по мотивам знаменитого рассказа А. П. Чехова «Толстый и тонкий». Скульптор — Давид Бегалов.                                                  |

## Утраченные памятники
| Название                            | Год установки | Местоположение                                                       | Фото | Краткие сведения                                             |
| Скульптурная композиция «В Космос!» | 1963          | Ул. Ленина, 107 (перед входом в Дворец культуры комбайнового завода) |      | Скульпторы — Г. Н. Постников, В. В. Руссо, М. И. Демьяненко. |